# Kornati
Kornaty (chorw. Kornati) – chorwacki archipelag na Morzu Adriatyckim, w środkowej Dalmacji, na południe od Zadaru, składający się z około 147 wysp o łącznej powierzchni 320 km², w 2021 r. zamieszkały na stałe przez 14 osób, chociaż formalnie są tam wyłącznie budynki sezonowe. W 1980 r. południowa część archipelagu została objęta ochroną w ramach Parku Narodowego Kornaty, mającego na celu ochronę środowiska wodnego i organizmów żyjących w wodach otaczających wyspy oraz zahamowanie zabudowy wysp.
Nazwa archipelagu pochodzi od jego największej wyspy – Kornatu (nazywanego przez miejscowych Kurnat, stąd cały archipelag określa się również Kurnati). Kornat ma powierzchnię 32,44 km², długość 25,2 km, szerokość do 2,5 km, długość linii brzegowej wynosi 68,79 km, a największe wzniesienie liczy 237 m n.p.m. W sierpniu 2007 r. podczas pożaru na wyspie Kornat zginęło 12 strażaków.